# 제이미리 크리비츠
야미레 크리비츠(Jamie-Lee Kriewitz, 1998년 2월 1일 ~ )는 독일의 가수이다. 더 보이스 독일 시즌 5 우승자이자 유로비전 송 콘테스트 2016 독일 대표 참가자이다.